# 甲田和衛
甲田 和衛（こうだ かずえ、1920年1月16日 - 1993年9月23日）は、日本の人文学者。大阪大学名誉教授。放送大学元学長。

## 経歴
大阪府出身。旧制東京高等学校を経て、東京帝国大学文学部に入学。社会学科で社会学を専攻し、1942年9月に卒業。1944年、蒙古聯合自治政府領張家口で西北研究所が設立されると所員となった。
1951年6月、大阪大学文学部助教授に就いた。1966年4月、大阪大学文学部教授に昇格。1972年5月からは大阪大学人間科学部教授。1976年5月からは大阪大学人間科学部長もつとめた。1983年、大阪大学を定年退職し、名誉教授となった。同1983年4月からは放送大学教授として教鞭をとった。1984年、学位論文『カースト論』を大阪大学に提出して文学博士号を取得。1985年4月、放送大学副学長に就任。1989年5月、放送大学学長に就任。

## 著作
著書
- 『団地と婦人』大阪府教育委員会 1963

翻訳
- 『社会科学における数学的モデル』J.G.ケメニイ、J.L.スネル（英語版）共著、山本国雄・中島一共訳、培風館 1966

講義
- もう一度みたい名講義 社会調査('85)：社会調査の展開・日本①[4]

## 資料
- 甲田和衛教授略歴・主要業績『大阪大学人間科学部紀要』11,大阪大学人間科学部